# Transkaukasische Sozialistische Föderative Sowjetrepublik
Die Transkaukasische Sozialistische Föderative Sowjetrepublik (russisch Закавказская Социалистическая Федеративная Советская Республика (ЗСФСР)), Sakawkasskaja Sozialistitscheskaja Federatiwnaja Sowetskaja Respublika wurde am 13. Dezember 1922 gegründet und bildete einen Bestandteil der Sowjetunion. Sie entstand aus der Umwandlung der am 12. März 1922 in Tiflis proklamierten Föderativen Union der Transkaukasischen Sozialistischen Sowjetrepubliken, eines Staatenbundes, in einen Bundesstaat. 1936 wurde sie aufgelöst. Die Hauptstadt war Tiflis.

## Gründung

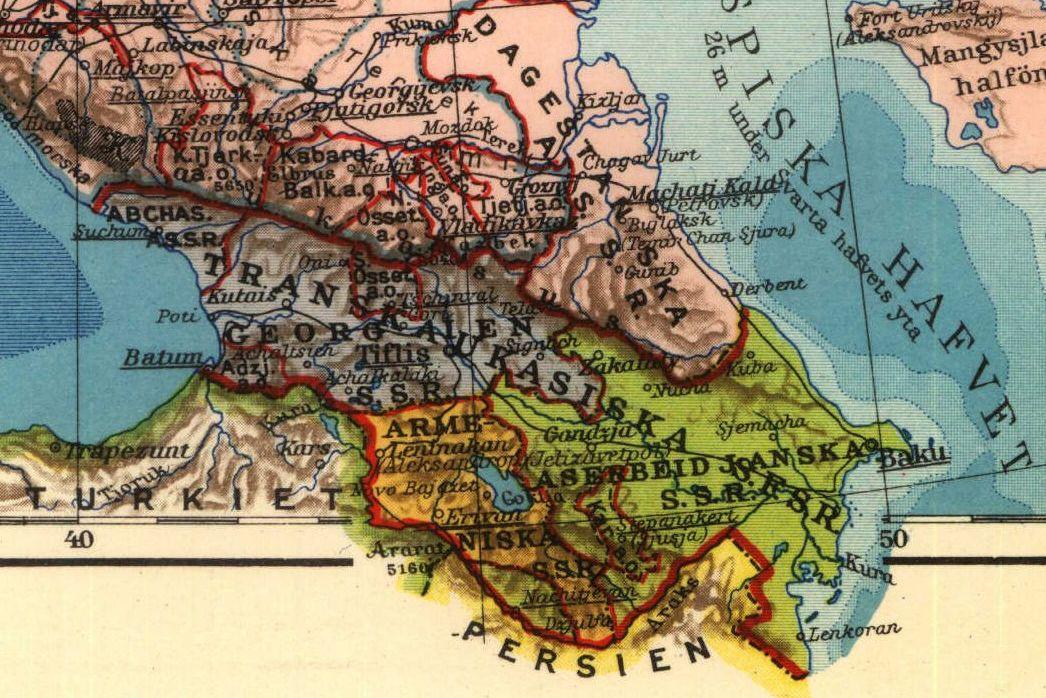
Karte der Transkaukasischen SFSR 1923–1926

Die Aserbaidschanische, die Armenische und die Georgische SSR, die Staaten der Transkaukasischen Föderation von 1918, vereinigten sich zur Föderativen Union der Transkaukasischen Sozialistischen Sowjetrepubliken (auch Föderation Sozialistischer Sowjetrepubliken Transkaukasiens). Diese Föderation war nur eine Zwischenetappe, sodass sich die drei Republiken am 13. Dezember 1922 zur Transkaukasischen Sozialistischen Föderativen Sowjetrepublik (TSFSR) zusammenschlossen.
Am 30. Dezember 1922 wurde die Union der Sozialistischen Sowjetrepubliken (Sowjetunion, UdSSR) von der Russischen SFSR, der Ukrainischen SSR, der Weißrussischen SSR und der Transkaukasischen SFSR gegründet.

## Entwicklung
Die Transkaukasische SFSR war ein Verbund der Armenischen SSR, Aserbaidschanischen SSR und Georgischen SSR. Die Abchasische Sozialistische Sowjetrepublik wurde bei der Bildung der TSFSR auf der gleichen Ebene wie der georgische Staat selbst als gleichberechtigter Bestandteil der Föderation behandelt, dieser war seit dem 4. März 1921 eine eigenständige SSR.

## Auflösung
Starke Kritik über diese Vereinigung kam in den 1930er Jahren unter georgischen und aserbaidschanischen KP-Funktionären auf, sodass sie am 5. Dezember 1936 auf Betreiben von Beria aufgelöst wurde. Georgien, Armenien und Aserbaidschan wurden als wieder eigenständige Unionsrepubliken in die Sowjetunion aufgenommen. Abchasien war bereits 1931 als Autonome Sowjetrepublik in die Georgische SSR eingegliedert worden.